# Belmont (Isère)
Belmont – miejscowość i gmina we Francji, w regionie Owernia-Rodan-Alpy, w departamencie Isère.
Według danych na rok 1990 gminę zamieszkiwały 214 osoby, a gęstość zaludnienia wynosiła 33 osób/km² (wśród 2880 gmin regionu Rodan-Alpy Belmont plasuje się na 1413. miejscu pod względem liczby ludności, natomiast pod względem powierzchni na miejscu 1399.).